# Маруге, Кимани
Кимане Маруге (ок. 1920 — 14 августа 2009) — кенийский гражданин, попавший в Книгу рекордов Гиннесса как самый старый по возрасту человек в истории (о котором имеются подобные сведения) на момент поступления им в начальную школу — он поступил в первый класс 12 января 2004 года в возрасте 84 лет. Хотя у него не имелось каких-либо документов, подтверждавших точную дату рождения, сам Маруге считал, что родился в 1920 году.

## Биография
Маруге родился в бедной семье, исповедовавшей традиционные африканские верования, и в детстве не имел возможности посещать школу, в связи с чем остался неграмотным. В 1955 году принял участие в антиколониальном восстании мау-мау против британских властей, попал в плен и был подвергнут пыткам — в частности, у него оказались повреждены барабанные перепонки.
В 2004 году поступил в начальную школу Капкендуйво в Элдорете, Кения, поскольку, по его словам, принятый в 2003 году кенийским правительством закон о всеобщем и бесплатном начальном восьмилетнем образовании побудил его начать обучение; кроме того, он заявлял о желании прочесть Библию и после окончания школы изучать ветеринарные науки. В 2005 году Маруге, отлично успевавший по всем предметам (за исключением физкультуры), был избран старостой класса.
В сентябре 2005 года Маруге впервые в жизни стал пассажиром самолёта, на котором отправился в Нью-Йорк, чтобы выступить на саммите тысячелетия в области образования, проводившемся ООН, с речью о важности бесплатного начального образования. После этого события ему был пожертвован слуховой аппарат.

## Ограбление и дальнейшее обучение
Маруге пережил ограбление своего дома во время волны беспорядков, произошедших после выборов в 2007—2008 годах, и думал бросить учёбу. В начале 2008 года он жил в лагере для беженцев, где пользовался некоторой известностью; лагерь находился в 4-х километрах от здания школы, однако он по-прежнему приходил на занятия каждый день. В июне 2008 года он переехал в столицу страны, Найроби.
В июне 2008 года из-за проблем со здоровьем Маруге был вынужден оставить школу и переселиться в дом престарелых. Тем не менее вскоре после этого, 10 июня того же года, он в очередной раз поступил в шестой класс начальной школы Марура, расположенной в районе Кариобанги в Найроби. В январе 2009 года из-за болезни окончательно оставил школу, доучившись до седьмого класса.

## Крещение и смерть
В воскресенье, 24 мая 2009 года, Маруге был крещён в католической церкви в Кариобанги и принял христианское имя Стивен. В последние месяцы жизни передвигался с помощью инвалидной коляски. Умер 14 августа 2009 года от рака желудка в Национальной больнице Кениатта в Найроби, был похоронен на своей ферме в Субукии.
12 января 2015 года, в 11-ю годовщину его поступления в первый класс, компания Google посвятила Маруге один из своих дудлов. В 2010 году о Маруге был снят художественный фильм «Первоклассник» (англ. The First Grader ) режиссёра Джастина Чедвика; этот фильм был в 2011 году представлен на 22-м международном кинофестивале в Эмдене, где получил две премии.